# Frøya (Norvegia)
Frøya è un comune norvegese della contea di Trøndelag.
Il comune comprende l'isola omonima (152 km²) e circa 5 400 fra isole, isolette e scogli circostanti ai quali si aggiungono quelli che fanno parte dell'arcipelago di Froan.